# Interfície tàctil d'usuari
La interfície tàctil d'usuari, coneguda també com a TUI (de l'anglès Touch User Interface) és una interfície d'usuari que permet la comunicació entre un usuari i un dispositiu electrònic mitjançant el sentit del tacte a través d'una pantalla sensible.

Utilitza l'ajuda d'una interfície gràfica, coneguda també com a GUI (de l'anglès Graphical User Interface) per representar gràficament un panell de control que permet interaccionar a l'usuari amb el dispositiu electrònic.

## Especificacions HID
Els dispositius que utilitzen una interfície tàctil d'usuari es troben definits dins les especificacions de dispositius d'interfície humana, coneguts també com a HID (de l'anglès Human Interface Device).

Paràmetres:
- Tip Pressure: Representa la força per un transductor.
- Barrel Pressure: Representa la força que exerceix l'usuari en el sensor del transductor.
- In Range: Indica si el transductor es troba dins l'àrea a on el procés de digitalització és possible.
- Touch: Indica si un element està en contacte amb el dispositiu.
- Untouch: Indica si un element ha perdut contacte amb la superfície del dispositiu.
- Tap: Indica que s'ha realitzat un contacte amb un element en el dispositiu, aixecant-lo ràpidament sense prolongar el contacte.

## Touchpad o Trackpad
El Touchpad o el Trackpad són dispositius tàctils que permeten controlar un cursor per navegar sobre una GUI, és a dir, comuniquen a un usuari amb un dispositiu electrònic actuant com a substitut dels antics ratolins dels ordinadors de sobretaula.

Actuen com a perifèric d'entrada perquè mitjançant un contacte directe sobre la seva superfície permeten donar ordres al dispositiu, però no actua com a perifèric de sortida, ja que no és ell l'encarregat de mostrar els resultats prèviament introduïts, sinó el monitor.

### Funcionament
Existeixen dos tipus de metodologia de funcionament:

#### Mètode de la matriu
El mètode de la matriu consisteix en un conjunt de conductors col·locats en una sèrie de línies, paral·leles en dos nivells, les quals estan separades per un aïllant i creuades formant angles rectes creant una espècie de xarxa o quadrícula. Un senyal d'alta freqüència s'aplica de manera seqüencial entre les parelles d'aquesta xarxa de dues dimensions. El corrent que passa entre els nodes és proporcional a la capacitància. Quan un element se situa sobre una de les interseccions de la capa conductora alguns camps elèctrics es devien cap aquell punt donant lloc a un canvi en la capacitat aparent.

#### Mètode de la derivació capacitiva
El mètode de la derivació capacitiva detecta el canvi en la capacitat entre un transmissor i un receptor que es troben en cantons oposats d'un mateix sensor. El transmissor genera un camp elèctric que oscil·la entre 200-300 kHz. Quan un element se situa entre el transmissor i el receptor, algunes de les línies de camp es desvien disminuint la capacitat aparent.

## Pantalla tàctil
Una pantalla tàctil (de l'anglès Touch Screen), és una pantalla que permet la interacció entre un usuari i un dispositiu electrònic mitjançant el sentit del tacte directament sobre la seva superfície. El contacte sol produir-se amb els dits o utilitzant qualsevol altre tipus d'eina com per exemple un llapis òptic.

Actua com a perifèric tant d'entrada com de sortida perquè mitjançant un contacte directe sobre la seva superfície permet donar ordres al dispositiu, mentre que també mostra els resultats prèviament introduïts.

### Funcionament
Existeixen diversos tipus de pantalles tàctils, cadascuna de les quals té un funcionament diferent:

#### Resistiva
Les pantalles tàctils resistives estan formades per diverses capes fines, encara que les més importants només siguin un parell, ambdues compostes per un material conductor i separades a una distància. Quan es produeix una pressió en la superfície exterior, les capes entren en contacte en un punt en concret, on es produeix un canvi en el corrent elèctric que genera un senyal que serà processat per un controlador, el qual serà capaç d'interpretar les ordres de l'usuari.

Són més barates i no els afecta la pols ni l'aigua, i a més poden ser utilitzades amb un punter o amb els dits. Encara que perden fins a un 25% de brillantor i no són tan precises.

#### Capacitiva
Les pantalles tàctil capacitives estan fetes amb un material aïllant, com el vidre, i recobertes per un material conductor transparent com l'òxid d'estany. També contenen un sensor que condueix el corrent elèctric continu. Quan es produeix una pressió en la pantalla, el camp electroestàtic de la pantalla varia, el que es tradueix en un canvi de capacitància del sensor. Els encarregats de mesurar la distorsió resultant en l'ona sinusoidal característica del camp de referència són els circuits electrònics situats en cada cantonada. I aquesta informació s'envia al controlador pel seu processament matemàtic.

La qualitat de la imatge és millor, són molt més precises i permeten l'ús de diferents dits alhora. Encara que són més cares i no es poden utilitzar amb un punter normal, sinó amb un especial per a pantalles capacitives.

## El cos com a pantalla sensible
És la tecnologia que permet la comunicació entre un usuari i un dispositiu electrònic mitjançant el sentit del tacte utilitzant com una pantalla sensible el cos humà.
Sempre actua com a perifèric d'entrada perquè mitjançant el contacte directe sobre el cos permet donar ordres al dispositiu. Però no sempre actua com a perifèric de sortida, dependrà d'on es visualitza la interfície gràfica d'usuari, si en el mateix cos o en una pantalla.

### Funcionament
El mecanisme que utilitza aquesta tecnologia es basa en l'anàlisi de les vibracions mecàniques que es propaguen a través del cos.
Quan un element entra en contacte amb alguna part del nostre cos es produeixen diferents tipus d'energia acústica, classificats segons el tipus d'ona.
Es distingeixen dos gran tipus segons la freqüència característica i la distància que recorren:
- Les ones transversals, que es propaguen directament a través de la superfície del cos.
- Les ones longitudinals, que es propaguen tant dins com fora dels ossos a través dels teixits tous.

Per captar aquestes ones s'utilitzen una sèrie de sensors de vibració molt precisos, en concret s'utilitzen petites peces de pel·lícula en voladís. Afegint petites peces al final del voldís, s'aconsegueix modificar la freqüència de resonanacia, permetent així la detecció de la resposta en una única i estreta banda de baixa freqüència de l'espectre acústic. A més, els sensors són molt sensibles als moviments perpendicular a la pell, per tant son perfectes tant per capturar les ones transversals de la superfície com les ones longitudinals que emanen les estructures interior. I són sensibles a les forces paral·leles de la pell, com els moviments provocats pels estiraments.
Per capturar digitalment les dades dels sensors, s'utilitza una interfície d'àudio. Les dades primer es visualitzen, després es segmenten en parts independents i finalment s'analitzen per ser classificades mitjançant SVM (de l'anglès Support Vector Machine).

### Exemple
Skinput és un projecte pertanyent a la companyia Microsoft que utilitza aquesta tecnologia, és a dir, utilitza com a interfície, entre un usuari i un dispositiu electrònic, el sentit del tacte utilitzant com a pantalla sensible el braç humà.
Es basa en un braçalet que consta d'uns sensors que capten les ones mecàniques de baixa freqüència que es propaguen pel braç quan un element contacta amb qualsevol part del braç. A més porta incorporat un projector que permet visualitzar la interfície gràfica en l'avantbraç, per tant actua tant com a perifèric d'entrada com de sortida.